# Julia Codesido
Julia Manuela Codesido Estenós (Lima, 5 de agosto de 1883-Lima, 8 de mayo de 1979) fue una pintora y profesora peruana y una de las representantes más significativas del denominado movimiento plástico peruanista, popularmente conocido como indigenista.

## Primeros años
Julia Codesido nació en Lima el 5 de agosto de 1883. Hija del jurista y diplomático Bernardino Codesido Oyaque y Matilde Estenós Carreño. Pasó su infancia acompañada de su hermana mayor Matilde y su hermano menor Bernardino José. Estudió en el Colegio San Pedro, ubicado en el centro de la ciudad de Lima, y terminó sus estudios en 1899. Codesido viajó a los diecisiete años a Europa junto a su familia, donde visitó Suiza, España, Inglaterra y Francia; estos dos últimos debido al nombramiento de su padre como cónsul del Perú. Durante su estadía en Europa, que coincidió con la denominada "Belle Époque", Julia Codesido tuvo sus primeras inclinaciones por el arte. Se dedicó a visitar los grandes museos, o determinados aspectos de ellos, además de numerosas galerías en donde absorbió las diferentes tendencias europeas. Su visitas al Museo del Prado de Madrid, bajo propia confesión, se concentraron en las obras de Goya, El Greco y la Escuela Flamenca. Sin embargo, durante los dieciocho años de su estancia en Europa, no dejó de visitar Lima, a donde retornó definitivamente en 1918. 
El Perú, en ese entonces, era gobernado por segunda vez por José Pardo y Barreda, quien fuera el impulsor de la instrucción pública y quien además promulgó la ley de las ocho horas laborales y reglamentó el trabajo para mujeres y niños además de establecer el calendario laboral. Dentro de este marco social y político arribó Codesido, siendo su principal interés informarse del entorno artístico de Lima. Hizo sus primeras prácticas artísticas formales en el taller de Teófilo Castillo Guas en la Quinta Heeren, en donde entra en calidad de aprendiz por un periodo de tres meses.
Para 1919 se encontraba en la Escuela Nacional de Bellas Artes del Perú, en el taller de Daniel Hernández, y solicitó, en el año de 1922, su traslado al taller de José Sabogal, quien había sido nombrado profesor auxiliar de pintura en 1920.
Al ingresar a la ENBA, Julia Codesido formó un quinteto con Teresa Carvallo, Elena Izcue (pintura), Carmen Saco (escultura) y Beatriz Neumann (fotografía artística) representativo del brote artístico de las primeras mujeres que ingresarían y que formarían parte de la naciente Escuela Nacional de Bellas Artes (ENBA).

## Exposiciones
Culminados sus estudios en el año de 1924, realizó su primera exposición individual en la sala de la Academia Nacional de Música Alcedo en 1930. En 1931 fue nombrada profesora de dibujo y pintura de la Escuela Nacional de Bellas Artes del Perú luego de haber sido auxiliar de Sabogal.
Hacia el año de 1935 partió a México —país al que retornaría a exponer en 1960, invitada por el Museo de Arte Moderno—, convocada por el Museo de Educación de dicho país, en donde expuso en la Galería de Exposiciones del Palacio de Bellas Artes, y su presentación fue realizada por David Alfaro Siqueiros. Por consejo del muralista mexicano José Clemente Orozco, en 1936 expuso en Nueva York, en la galería Delphic Studios. La misma muestra pasó, al poco tiempo, al Museo de Arte Moderno de San Francisco en California cuya institución adquirió en 1937 una de sus obras. En 1939 expone en París en la Galería Barreiro por recomendación de René Hugues, conservador del Museo del Louvre. En aquella oportunidad, la Municipalidad de París adquirió la obra "Indias Huancas" para el Museo de Arte Moderno. Retornaría a París en 1953 en donde expuso, en el "Petit Palais", junto a la artista boliviana Marina Núñez del Prado y a la escultora brasilera Irene Arnau. La artista participaría, además, en numerosas exposiciones colectivas e individuales.
Debido a la salida de José Sabogal como director de la Escuela Nacional de Bellas Artes en 1943, Codesido, en gesto de solidaridad, se retiró del cargo de profesora de dibujo y pintura que ejercía en el mencionado centro de arte. En 1946 fue nombrada miembro del Instituto de Arte Peruano, teniendo como principal función formar el fondo museográfico de arte y artesanía popular del hoy conocido Museo Nacional de la Cultura Peruana, fundado a iniciativa del doctor Luis E. Valcárcel.
Este museo comprendía dos campos de estudio: el Instituto de Arte Peruano a cargo del mismo Sabogal, quien se preocupó por impulsar los estudios sobre el arte popular peruano, iniciando una colección de piezas de diversas regiones del Perú junto a sus discípulos Julia Codesido; Ángela, Carlota  y Teresa Carvallo; Alicia Bustamante; Enrique Camino Brent y Camilo Blas, integrantes del "grupo indigenista", y también Luisa Castañeda. La otra institución era el Instituto de Estudios Etnológicos, bajo supervisión directa del doctor Valcárcel quien junto a un destacado grupo de intelectuales como Jorge Muelle, José María Arguedas, José Matos y Rosalía Ávalos, se dedicaron a la tarea de investigar las raíces de la cultura peruana.
A esta tarea dedicó Julia Codesido muchos años de su vida, que fueron matizados con diversas colecciones individuales y colectivas en el Perú y en el extranjero, hasta que finalmente falleció el 8 de mayo de 1979.

## Obra plástica
La obra plástica de Julia Codesido se puede resumir en tres etapas: la primera, que abarca los años 1919 hasta 1924, comprende formación académica en la Escuela Nacional de Bellas Artes dirigida por Daniel Hernández, aquí vemos sus primeros trabajos de marcada tendencia naturalista, como por ejemplo los diversos desnudos y retratos, que si bien mantiene la tendencia naturalista, se vislumbra el estilo propio que irá desarrollando a lo largo de su carrera.
La llegada de José Sabogal a la escuela de Bellas Artes en 1920, influyó en su estilo y, para 1925, los autores señalan el inicio de su segunda etapa peruanista denominada "indigenista". En este período es innegable la influencia de Sabogal tanto en la temática como en la técnica; abunda la temática indígena y mestiza, los colores son vivos y el trazo fuerte que remarca las facciones indígenas con los pómulos angulosos, ojos grandes y fijos y las pupilas dilatadas. A esta etapa pertenecen las obras: India con Aribalo, Santusa, Morena limeña, Las tapadas y los grabados donde se constata la marcada influencia de Sabogal. Asimismo, la carátula de la obra de José C. Mariátegui, "Siete ensayos de interpretación de la realidad peruana". Debido al viaje que realizó a México y en donde expuso en la Galería de Exposiciones del Palacio de Bellas Artes en 1935, su pintura sufrió una evolución al recibir la influencia de la pintura mural mexicana. 
A mediados de la década de los sesenta, la artista confesaría que su pintura estaba conducida por una modalidad expresionista, siempre tratando de lograr el mayor sintetismo, ya que, a decir de la autora, todo lo más simple y lo más sencillo lleva la mayor expresión, y que la expresión junto a la proporción, dan mayor equilibrio y profundidad. Julia Codesido, al comentar sus composiciones, explicó que estas obedecían a emociones intimas y, en otras ocasiones, a simples visiones plásticas. No persiguió notoriedad ni hizo concesiones al ambiente que la rodeaba, destacando la humildad como un terreno de gran potencial constructivo.
La obra de Julia Codesido destacó del grupo "Indigenista" porque fue una artista que trascendió a la tendencia, ya que su pintura no solo recibió influencia externa, como la pintura mural mexicana o europea, sino que la asimiló y reelaboró, obteniendo como resultado una pintura con características propias, a este período se le conoce como su tercera etapa que abarca desde 1945 hasta sus últimos días.

## Obras en colecciones de acceso público
En el Museo de Arte de Lima:
- Mujeres Selváticas, 1949. Óleo sobre tela. 80 x 63 cm.[6]
- India Huanca, 1932. Óleo sobre tela. 120 x 95 cm.[7]
- Retrato de José Carlos Mariátegui, 1926. Óleo sobre tela. 50.5 x 60.5 cm.[8]

En el Centro Pompidou, París:
- Indias Huanca. 1931. Óleo sobre tela. 106 x 116 cm.[9]

En la Pinacoteca Municipal Ignacio Merino, Lima:
- Llama y montaña, ca. 1970. Óleo sobre tela.
- Tres jefes indios, ca. 1950. Óleo sobre tela. 95 x 121 cm.[1]

En el Ministerio de Relaciones Exteriores del Perú, Lima:
- Paisaje de Chosica

En el Museo del Banco Central de Reserva del Perú, Lima:
- Cabeza de criolla, 1938. Óleo sobre tela. 73 x 73 cm.[1]
- Mantas, 1945. Óleo sobre tela. 73 x 71 cm.[1]

En el Banco de la Nación:
- Huayno

En la Fundación Marina Núñez del Prado, Lima:
- Paisaje
- Che Guevara. Dibujo.

En el Museo Eduardo de Habich, Universidad Nacional de Ingeniería, Lima:
- Velas, 1931. Óleo sobre lienzo. 153 x 99 cm.[1]
- Hilandera. Dibujo
- Marinera. Dibujo

En la Sociedad de Beneficencia Pública de Lima:
- Paisaje de Cerro de Pasco, 1934. Óleo sobre tela.

En el Museo Nacional de Arqueología, Antropología e Historia del Perú, Lima:
- Chozas Indias. Óleo sobre tela.

En el Museo de la Universidad Nacional Mayor de San Marcos, Lima:
- Tormenta, ca. 1950. Óleo sobre tela.
- Indio. Litografía
- Mercado. Litografía

En la Casa Museo Julia Codesido, Lima:
- Simón Bolivar, 1951. Óleo sobre tela. 151 x 107 cm.[1]
- Retrato de Sabogal, 1957. Óleo sobre tela. 75 x 60 cm.[1]
- La Palabra, ca. 1970. Óleo sobre tela. 127 x 95,5 cm.[1]
- El pescador, ca. 1965. Óleo sobre tela. 70 x 112cm.[1]

#### Otras obras relevantes
- 7 ensayos de interpretación de la realidad peruana, 1928, diseño de carátula.
- Huacachina, 1940. Óleo sobre tela. Colección Gruenberg, Lima.[1]
- Jefe Indio, ca. 1950. Óleo sobre tela. Colección BBVA Banco Continental, Lima.
- Caballito de Totora amarillo
- Desnuda echada
- Elevación
- Desnuda en la villa
- Vuelo
- Santa Rosa
- India con Aríbalo
- Santusa, ca. 1930. Óleo sobre tela. 71 x 65 cm. Colección Particular, Lima.[1]
- Cumbres, ca. 1945. Óleo sobre tela. 36 x 34 cm. Colección Particular, Lima.[1]
- Cóndor, ca. 1960. Óleo sobre tela. 95 x 98 cm. Colección Particular, Lima.[1]
- Canoas selváticas, ca. 1970. Óleo sobre tela. 106 x 66 cm. Colección Particular, Lima.[1]
- La red,  ca. 1955. Óleo sobre tela. 64 x 64 cm. Colección Particular, Lima.[1]

#### Libros Ilustrados
- Junín (1930). Enrique Bustamante y Ballivian. Dibujos de Julia Codesido. Lima : La Revista. 71 p.[10]
- Leyendas del Perú (1941). Recogidas por Arturo Jiménez Borja. Lima.[11]

## Premios y reconocimientos
Fue galardonada en 1977 con el Premio Nacional de Cultura del Perú en el área de Arte.
En 2022 recibió un reconocimiento póstumo por parte del Ministerio de la Mujer y Poblaciones Vulnerables (MIMP) del Estado Peruano, el cual, mediante un decreto en ocasión del 8 de marzo, otorgó la condecoración “Orden al Mérito de la Mujer” a Julia Codesido y otras 24 mujeres peruanas, siendo destacadas por su tarea en la defensa de los derechos y por promover la igualdad de género. En particular, Codesido fue reconocida por "su contribución al desarrollo de las artes plásticas en el país y la eliminación de barreras para la igualdad de género".